# 斑紋海蟾魚
斑紋海蟾魚（学名：Thalassophryne punctata），為輻鰭魚綱蟾魚目蟾魚科海蟾魚屬的其中一種。